# 1901
Прекрасна епоха • Промислова революція •  Колоніальні імперії •  Національно-визвольні рухи • Робітничий рух

## Геополітична ситуація
У Російській імперії царює імператор Микола II (до 1917). Росії належить більша частина України, значна частина Польщі, Бессарабія, Закавказзя, Фінляндія, Бухарське ханство, Хівинське ханство. Україну розділено між двома державами — Королівство Галичини та Володимирії належить Австро-Угорщині, Правобережжя, Лівобережжя та Крим — Російській імперії.
В Османській імперії править султан Абдул-Гамід II (до 1909). Під владою османів перебувають Близький Схід, Середземноморське узбережжя Північної Африки частина Балкан, автономна Болгарія.
В Австро-Угорщині володарює Франц-Йосиф I (до 1916). Імперія охоплює, крім австрійських та угорських земель, Хорватію, Трансильванію, Богемію та Галичину. В Німецькій імперії править Вільгельм II (до 1918). Німецька імперія має колонії в Африці та в Тихому океані.
Третя французька республіка має колонії в Алжирі, Карибському басейні, Південній Америці в Індокитаї. Королівство Іспанія очолює Альфонс XIII (до 1931). У Португалії править Карлуш I (до 1908). Португалія має володіння в Африці, Індії, Індійському океані й Індонезії.
У Великій Британії зі смертю королеви Вікторії закінчилася Вікторіанська епоха. На трон зійшов Едуард VII (до 1910). Британська імперія має колонії в Північній Америці, на Карибах, в Африці, в Тихоокеанії та в Індостані. Королівство Нідерланди очолює королева Вільгельміна (до 1948). Король Данії та Норвегії — Кристіан IX (до 1906), Оскар II сидить на шведському троні (до 1907), на троні Королівства Італія убитого Умберто I змінив Віктор-Емануїл III (до 1943).
Після вбивства Вільяма МакКінлі посаду президента США вступив Теодор Рузвельт. Територію на півночі північноамериканського континенту займає Канадська конфедерація (домініон Великої Британії), територія на півдні континенту належить Мексиці.
В Ірані при владі Каджари. Владу над Індостаном та Бірмою утримує Британська корона, над В'єтнамом, Лаосом і Камбоджею — Франція. У Сіамі править династія Чакрі. У Китаї володарює Династія Цін. В Японії триває період Мейдзі. На Корейському півострові владарює Корейська імперія.

## Події

### В Україні
- Опубліковано розпорядження царського уряду про віддання в солдати 183 студентів Київського університету за участь у революційному русі.
- У Харкові освячено Свято-Благовіщенський кафедральний собор.
- 18 вересня Митрополит Андрей Шептицький освятив церкву Святої Трійці в Білому Камені.

### У світовій політиці
- 1 січня
  - Британські колонії на зеленому континенті об'єдналися в Австралійський Союз.
  - Нігерія стала протекторатом Великої Британії.
- 22 січня померла британська королева Вікторія. Королем Сполученого Королівства став Едуард VII.
- 6 березня в Німеччині стався замах на кайзера Вільгельма II.
- 5 травня офіційно закінчилася Юкатанська війна рас у Мексиці.
- 2 червня прем'єр-міністром Японії став Кацура Таро.
- 12 червня Куба стала протекторатом США.
- 4 липня Вільям Говард Тафт отримав призначення генерал-губернатора Філіппін.
- 6 вересня анархіст Леон Чолгош підстрелив президента США Вільяма Мак-Кінлі.
- 7 вересня підписано Заключний протокол між Китаєм і 11 державами (Німеччина, Австро-Угорщина, Бельгія, Іспанія, США, Франція, Велика Британія, Італія, Японія, Нідерланди та Росія), які брали участь у придушенні Боксерського повстання.
- 14 вересня президентом США став віцепрезидент Теодор Рузвельт.

### У суспільному житті

#### Нобелівська премія
- з фізики: Вільгельм Конрад Рентген, «У знак визнання надзвичайно важливих заслуг перед наукою, що виявилися у відкритті променів, названих згодом на його честь»
- з хімії: Якоб Хендрік Вант-Гофф, «На знак визнання величезної важливості відкриття законів хімічної динаміки та осмотичного тиску в розчинах»
- з медицини та фізіології: Еміль Адольф фон Берінг, «За роботи, присвячені сироватковій терапії, особливо за її застосування при лікуванні дифтерії…»
- з літератури: Сюллі-Прюдом, «За видатні літературні достоїнства, високий ідеалізм, художню досконалість і незвичайне поєднання душевності й таланту»
- премія миру: Жан Анрі Дюнан як ініціатор Женевської конвенції та засновник Міжнародного комітету Червоного Хреста, і Фредерік Пассі як засновник та президент першого французького мирного товариства.
- Засновано
  - Металургійну компанію U.S. Steel у США.
- У Німеччині почав регулярно курсувати перший в світі тролейбус.
- Губерт Сесіл Бут запатентував пилотяг.

### Аварії й катастрофи
- 21 лютого американський пасажирський пароплав Ріо Де Жанейро (SS City of Rio de Janeiro) розбився на підводних каменях біля входу в протоку Золоті Ворота, загинуло 128 осіб, вижило 81.
- 1 квітня турецький транспорт Аслана (Aslana) розбився на підводних каменях у Червоному морі, загинуло 180 осіб.

### У науці
- Уперше описано окапі
- Ежен Анатоль Демарсе відкрив хімічний елемент Європій.
- Анрі Лебег запровадив інтеграл Лебега.
- Бертран Расселл опублікував парадокс Рассела.
- Доведено центральну граничну теорему.
- Запропоновано теорію умовних рефлексів.
- Німецький психіатр Альцгеймер уперше діагностував синдром, названий його ім'ям.
- 10 грудня — через 5 років після смерті Нобеля започатковано премію його імені

### У мистецтві
- Томас Манн опублікував роман «Будденброки».
- Жуль Верн надрукував роман «Перші люди на Місяці».
- Відбулася прем'єра опери Антоніна Дворжака «Русалка».
- 19-річний Пабло Пікассо провів свою першу виставку.

### У спорті
- У США Американська бейсбольна ліга отримала статус головної поряд із Національною бейсбольною лігою.
- Утворилася Угорська футбольна федерація.
- Засновано футбольний клуб «Рівер Плейт» в Аргентині.
- «Тоттенгем Готспур» виграв кубок Англії, залишаючись ще любительською командою за межами Футбольної ліги.

## Значення 1901 року для комп'ютерів
Дата 13 грудня 1901 20:45:52 є значимою для усієї сфери комп'ютерної техніки. Це найменші дані, які можна передати 32-бітовою розкладкою, що інтегрована у системи, що рахують секунди за технологією Юнікс. Це відповідає -2147483648 секундам з 1 січня 1970 року, 0:00:00.
Через це багато комп'ютерних систем зберігання даних не можуть відображати ранню дату.
Багато комп'ютерних систем потерпають через 2038 рік. Тоді кількість секунд з 1970 року досягне позитивного значення 2147483648 секунд. І тоді комп'ютери помилково почнуть функціонувати з дати 13 грудня 1901 року 20:45:52.

## Народились
Дивись також Категорія:Народились 1901
- 8 січня — Владко Володимир, український письменник-фантаст (пом. 1974).
- 16 січня — Фульхенсіо Батиста, президент-диктатор Куби.
- 1 лютого — Кларк Гейбл, американський актор.
- 12 лютого — Іван Юхимович Сенченко, український письменник (пом. 1975).
- 20 лютого — Мухаммед Наґіб, єгипетський генерал, революціонер.
- 28 лютого — Полінг Лайнус Карл, видатний американський фізик і хімік.
- 27 березня — Ейсаку Сато, прем'єр-міністр Японії у 1967—1972, нобелівський лауреат миру у 1974.
- 29 квітня — Хірохіто, імператор Японії (1926—1989 рр).
- 7 травня — Гері Купер, кіноактор.
- 20 травня — Макс Ейве, голландський шахіст, 5-й чемпіон світу.
- 26 травня — Грабовський Борис Павлович, вітчизняний фізик, творець електронної системи передачі на відстань рухомого зображення.
- 10 червня — Антонін Бечварж, чеський метеоролог і астроном.
- 10 червня — Фредерік Лоу, американський композитор австрійського походження (пом. 1988).
- 7 липня — Вітторіо де Сіка, італійський актор, кінорежисер.
- 9 липня — Барбара Картленд, англійська письменниця.
- 4 серпня — Армстронг Луї, американський джазовий музикант, співак.
- 7 серпня — Солнцева Юлія Іполитівна, російська акторка і режисер.
- 8 серпня — Ернест Орландо Лоуренс, американський фізик, (пом. 1958).
- 20 серпня — Квазімодо Сальваторе, італійський поет.
- 17 вересня — Френсіс Чичестер, англійський мандрівник.
- 23 вересня — Ярослав Сайферт, чеський поет.
- 29 вересня — Енріко Фермі, американський фізик італійського походження.
- 3 листопада — Андре Мальро, французький письменник.
- 18 листопада — Геллап Джордж, американський соціолог.
- 5 грудня — Вернер Гейзенберг, німецький фізик.
- 5 грудня — Волт Дісней, американський художник-мультиплікатор, режисер, продюсер, бізнесмен, творець «Діснейленду».
- 20 грудня — Роберт ван де Грааф, американський фізик, винахідник.
- 27 грудня — Дітріх Марлен, американська акторка німецького походження.

## Померли
Дивись також Категорія:Померли 1901
- 11 січня — Степан Ніс, український фольклорист, етнограф і письменник
- 10 липня — Васил Друмев, прем'єр-міністр Болгарії та письменник
- 27 серпня — Григорій Олександрович Мачтет, російський письменник, революціонер (*1852).
- 9 вересня — Анрі Тулуз-Лотрек, французький живописець, постімпрессіоніст
- 14 вересня — Вільям Мак-Кінлі, 25 Президент США (1897—1901).